# Hana Soukupová
Hana Soukupová (18 de diciembre de 1985) es una modelo checa conocida por su participación en los Victoria's Secret Fashion Shows y catálogos de la misma marca.

## Vida y carrera

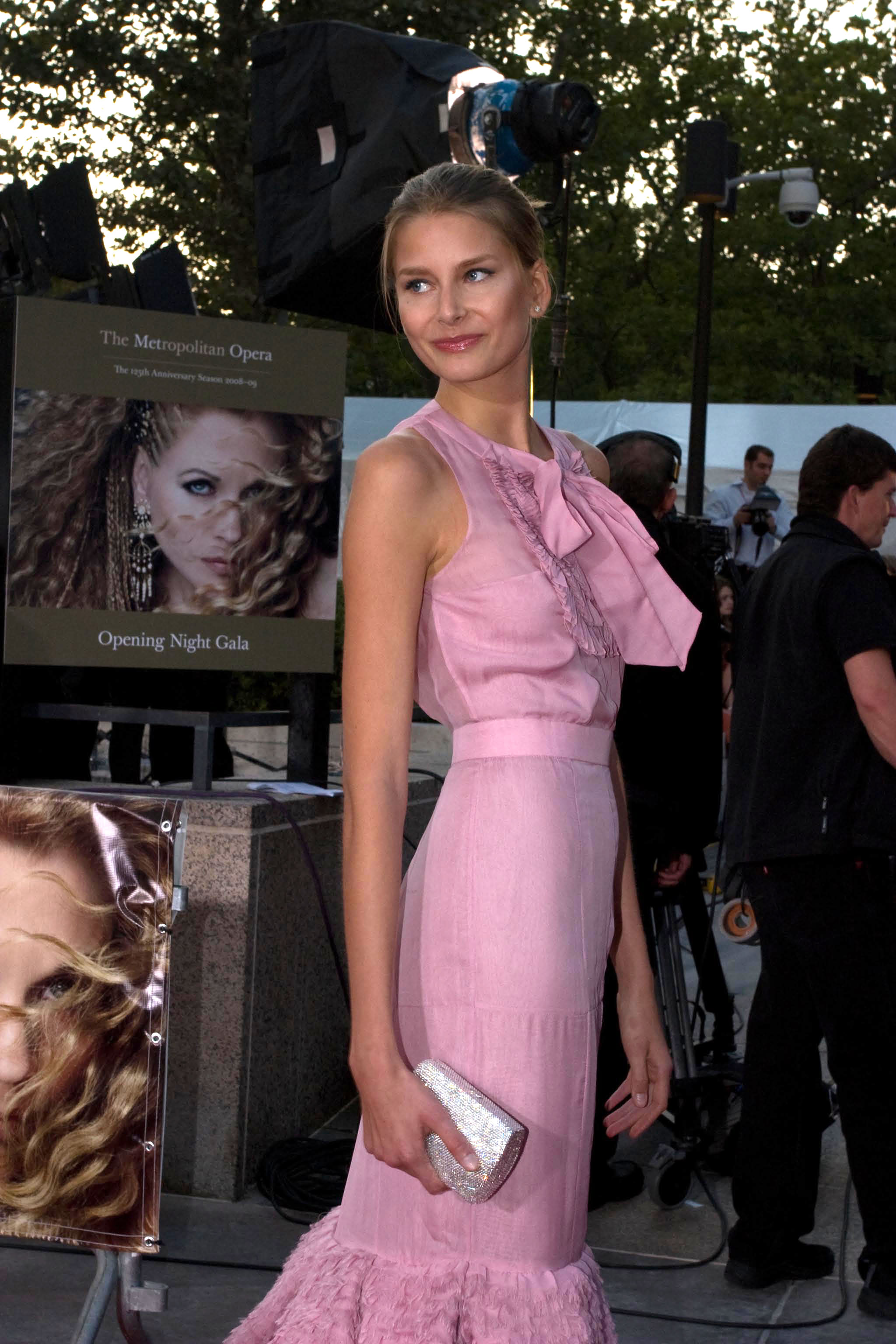
Hana Soukupová en 2008.

Debido a su estatura, comenzó a jugar al baloncesto por un equipo local a los 5 años.
Soukupová empezó a trabajar como modelo en Praga en 1998. Firmó su primer contrato a los 15 años como rostro del perfume "Chic" Carolina Herrera.
En septiembre de 2004, Soukupová fue seleccionada como una de las nueve modelos para Vogue en una editorial que comparaba a las modelos de ahora con las de los 80s y 90s. Otras modelos seleccionadas fueron Gisele Bündchen, Natalia Vodianova, y Karolína Kurková. Vanity Fair la eligió como la siguiente modelo de Europa del Este que sería la más grande. Además, ha figurado en más de 100 portadas de revistas incluyendo numerosas  ediciones de Vogue y Harper's Bazaar, W, Elle, Marie Claire, y Allure. El trabajo de Soukupová se puede ver en más de 5,000 páginas de editoriales de moda y anuncios. Soukupová ha trabajado con fotógrafos de renombre como Steven Meisel, Annie Leibovitz, Peter Lindbergh, Nick Knight, Inez & Vinoodh, Craig McDean, Mario Sorrenti, Mert & Marcus, Steven Klein, Mario Testino y Patrick Demarchelier.
Soukupová ha desfilado en 500 eventos de modo, incluyendo Victoria’s Secret y abriendo y cerrando eventos como Alexander McQueen, Zac Posen, Gucci, Galliano, Dior, Calvin Klein, Karl Lagerfeld, Dolce & Gabbana y Valentino. Fur fotografiada para su primer comercial televisivo en 2011, ganando un CLIO award por Mattoni, una compañía de agua embotellada que le extendió el contrato en 2018. Soukupová ha actuado en diferentes películas. 
Soukupová ha modelado apra Gucci, BVLGARI, Escada, Balenciaga, Max Mara, Christian Dior, Carolina Herrera, H&M, Victoria's Secret, y Versace. Ha sido el rostro de Gucci, Gucci Envy, Escada, Dior, Versace, St. John, Carolina Herrera, Bvlgari and GAP.  La pasarela de Soukupová incluyeron a Chanel, Christian Dior, Marc Jacobs, Louis Vuitton, Versace, Ralph Lauren, Donna Karen, Missoni, Alexander McQueen, Hermes, Balenciaga, Fendi, Michael Kors, Valentino, Cavalli, Fendi, Chloé, Gucci, Anna Sui y Zac Posen.
Soukupová volvió a su ciudad natal para el Karlovy Vary International Film Festival junto a Andy Garcia y Vaclav Klaus, el Presidenete de Czech Republic. Es vista en su país natal como una de las pocas en conseguir el estatus de top model. 
Por un periodo de 37 meses consecutivos Soukupová tuvo la posición #3 modelos en el mundo, según models.com.
Soukupová dio a luz a su primer hijo el 25 de agosto de 2013. Reeparenciendo en septiembre de 2014 para Marie Claire. En diciembre de 2015 dHarper'surnate una entrevista para Bazaar, Soukupova anunció que estaba esperando su segundo hijo para 2016. Soukupova volvió a la pasarela para Versace otoño 2017.